# آدم مونرو
آدم مونرو هو لاعب هوكي الجليد كندي، ولد في 12 نوفمبر 1982 في برانت في كندا.

## وصلات خارجية
- آدم مونرو على موقع دوري الهوكي الوطني (الإنجليزية)
- آدم مونرو على موقع EliteProspects.com (الإنجليزية)
- آدم مونرو على موقع Eurohockey.com (الإنجليزية)
- آدم مونرو على موقع HockeyDB.com (الإنجليزية)
- آدم مونرو على موقع Hockey-Reference.com (الإنجليزية)